# Eurídice Pereira
Eurídice Maria de Sousa Pereira (20 de outubro de 1962) é uma deputada e política portuguesa. Ela é deputada à Assembleia da República na XIV e XV legislaturas pelo Partido Socialista. Ela é licenciada em Sociologia.
Desde 2019 (XIV legislatura) é presidente do Conselho de Administração da Assembleia da República, tendo sido reeleita em 2022 para a XV legislatura (2022-2026).